# Olympique de París (rugby)
El Olympique fue un importante club de rugby de París que existió entre 1894 y 1902 cuando se fusionó con el Racing Club de France, siendo actualmente el Racing Métro 92.

## Historia
El Olympique fue fundado en 1894 por iniciativa de Jean-Baptiste Charcot, varios disidentes del Racing Club de France y estudiantes del Lycée Michelet de Vanves en la comuna de Bezons.
El club fue finalista del Campeonato de Francia en su primera participación en 1894-95 y en la temporada siguiente se convirtió en campeón venciendo al Stade Français Paris. Obtuvo el segundo lugar en 1896-97 y resultó tercero en 1887-98 y 1898-99.
En febrero de 1902, el club se convirtió en el inquilino exclusivo del Parque de los Príncipes, con esto el Racing Club de France debía buscar otro campo para la próxima temporada. Pero en septiembre, por iniciativa de Frantz Reichel entonces vicepresidente del club y Paul Lucas presidente del RCF, el Olympique y el Racing Club de France se fusionaron.

## Palmarés
- Campeón del Top 14 de 1895-96.

Fue subcampeón en las temporadas 1894-95 y 1896-97.